# Navarino (đảo)

Bản đồ chi tiết đảo Navarino

Đảo Navarino (tiếng Tây Ban Nha: Isla Navarino) là một đảo của Chile, nằm giữa Isla Grande de Tierra del Fuego ở phía bắc và Cape Horn ở phía nam. Đảo thuộc về xã Cabo de Hornos, xã cực nam của Chile và thế giới, thuộc tỉnh Antártica Chilena của vùng Magallanes và Chilean Antarctica. Dân số trên đảo tập trung chủ yếu tại thủ phủ xã là Puerto Williams, và tại các khu dân cư nhỏ như Puerto Navarino, Río Guanaco và Puerto Toro. Điểm cao nhất trên đảo là Pico Navarino với cao độ 1.195 m (3.921 ft). Đảo là một điểm đến nổi tiếng đối với đánh cá dùng ruồi nhân tạo (fly-fishing).

## Lịch sử
Lịch sử và khảo cổ học có thể là nguồn tài nguyên quý giá nhất của đảo Navarino và các khu vực lân cận. Nơi đây được coi là nơi tập trung dày đặc các địa điểm khảo cổ về người Yahgan trên thế giới. Người Yahgan là những người dân du mục, được biết đến với việc xây dựng các khu định cư tạm thời theo mùa. Những bãi thải của họ cho thấy họ phụ thuộc vào việc đánh bắt cá để kiếm thức ăn và vào nhiều loại rau mà họ thu hái được.
Có một địa điểm khảo cổ cự thạch Yaghan có niên đại khoảng 10.000 năm trước gần vịnh Wulaia. Rất nhiều tàn tích của những túp lều được bao quanh bởi những bãi thải được tìm thấy trên các thềm đất thấp.
Mối quan tâm đến văn hóa Yahgan thu hút khách du lịch. Tại bảo tàng khu vực là Bảo tàng Nhân chủng học Martin Gusinde có trưng bày văn hóa Yaghan: nơi ở, bẫy cá và đồ thủ công của họ; và tàn tích của các đoàn truyền giáo người Anh thế kỷ 19. Các loài chim thủy sinh, địa chất và thực vật học của đảo cũng thu hút khách du lịch.
Vùng biển xung quanh đảo Navarino là nơi xảy ra sự cố Snipe, một sự cố quân sự diễn ra giữa Chile và Argentina vào năm 1958 do có đường biên giới tranh chấp ở eo biển Beagle. Sự cố Snipe là một phần của xung đột Beagle rộng lớn hơn giữa Chile và Argentina từng đưa hai nước đến bờ vực chiến tranh vào năm 1978.
Hai quốc gia đều từng bất đồng về quyền chủ quyền đối với khu vực này và đảo Snipe, một đảo nhỏ không thể ở được giữa đảo Picton và đảo Navarino, được cả hai bên tuyên bố chủ quyền. Người Chile gọi tuyến đường thủy xung quanh đảo nhỏ là eo biển Beagle, nhưng ở Argentina họ gọi nó là eo biển Moat với lý do eo biển Beagle được cho là đi về phía nam quanh đảo Navarino.

## Từ nguyên
Hạm đội của Jacques l'Hermite là những người châu Âu đầu tiên cập bến đảo Navarino vào năm 1624. Họ ghi lại tên bản địa của đảo là "Wulla". HMS Beagle đến thăm đảo dưới quyền chỉ huy của Phillip Parker King và Robert FitzRoy trong cuộc khảo sát bắt đầu vào năm 1829. Họ đặt tên cho hòn đảo theo trận Navarino (1827) mới diễn ra, là một bước ngoặt của Chiến tranh giành độc lập Hy Lạp chống lại Đế quốc Ottoman.

## Đặc điểm
Bờ biển của đảo Navarino mang đến cơ hội chèo thuyền kayak trên biển giữa những đảo nhỏ cằn cỗi và những eo biển được bao quanh bởi thảm thực vật bản địa và là nơi sinh sống của nhiều loại chim.
Có hoạt động câu cá trong eo biển Murray. Các chuyến đi thuyền cũng có thể được thực hiện để tham quan các sông băng ở nhánh phía tây bắc của eo biển Beagle (nằm trong vườn quốc gia Alberto de Agostini), và hướng tới Cape Horn và Antártica Chilena.
Có một tuyến đi bộ đường dài xung quanh các đỉnh nhọn lởm chởm, được gọi là Dientes de Navarino. Đường mòn đi qua các đỉnh núi được gọi là Cerro Clem và Montes Lindenmayer, được Bộ Tài nguyên Chile đặt tên vào năm 2001 cho tác giả của cuốn sách hướng dẫn "Lonely Planet". Ngoài ra còn có các khu vực dành cho hoạt động leo núi đá.
Một số trang trại được thành lập trên đảo. Phần phía bắc của đảo thích hợp cho hoạt động cưỡi ngựa.
Cá hồi được tìm thấy rất nhiều ở hồ Navarino và trên bờ biển phía bắc của đảo, biển tiến vào những vịnh nhỏ sâu thích hợp cho câu cá.

## Khí hậu
Đảo có khí hậu lãnh nguyên vùng cực (Köppen: ET). Trên dải ven biển phía bắc, nơi có Puerto Williams, lượng mưa trung bình hàng năm là 467 mm, với nhiệt độ trung bình là 6 °C. Nhiệt độ trung bình trong tháng ấm nhất là 9,6 °C và trong tháng lạnh nhất là 1,9 °C. Xa hơn về phía nam, lượng mưa hàng năm tăng lên khoảng 800 mm, với nhiệt độ giảm nhẹ. Lượng giáng thủy được phân bổ ít nhiều đồng đều trong năm và một số rơi dưới dạng tuyết. Ở phần cực nam rộng lớn của đảo, bao gồm hồ Navarino và Windhond, có sự gia tăng lượng mưa, giảm nhiệt độ mùa hè và tăng nhiệt độ mùa đông do gió.
| Dữ liệu khí hậu của Đảo Navarino        | Dữ liệu khí hậu của Đảo Navarino | Dữ liệu khí hậu của Đảo Navarino | Dữ liệu khí hậu của Đảo Navarino | Dữ liệu khí hậu của Đảo Navarino | Dữ liệu khí hậu của Đảo Navarino | Dữ liệu khí hậu của Đảo Navarino | Dữ liệu khí hậu của Đảo Navarino | Dữ liệu khí hậu của Đảo Navarino | Dữ liệu khí hậu của Đảo Navarino | Dữ liệu khí hậu của Đảo Navarino | Dữ liệu khí hậu của Đảo Navarino | Dữ liệu khí hậu của Đảo Navarino | Dữ liệu khí hậu của Đảo Navarino |
| Tháng                                   | 1                                | 2                                | 3                                | 4                                | 5                                | 6                                | 7                                | 8                                | 9                                | 10                               | 11                               | 12                               | Năm                              |
| --------------------------------------- | -------------------------------- | -------------------------------- | -------------------------------- | -------------------------------- | -------------------------------- | -------------------------------- | -------------------------------- | -------------------------------- | -------------------------------- | -------------------------------- | -------------------------------- | -------------------------------- | -------------------------------- |
| Trung bình ngày tối đa °C (°F)          | 12.3 (54.1)                      | 12.4 (54.3)                      | 11.7 (53.1)                      | 9.1 (48.4)                       | 6.9 (44.4)                       | 5.0 (41.0)                       | 5.0 (41.0)                       | 5.1 (41.2)                       | 7.5 (45.5)                       | 9.8 (49.6)                       | 10.5 (50.9)                      | 11.8 (53.2)                      | 9.0 (48.2)                       |
| Trung bình ngày °C (°F)                 | 9.8 (49.6)                       | 9.3 (48.7)                       | 8.4 (47.1)                       | 6.1 (43.0)                       | 3.8 (38.8)                       | 2.6 (36.7)                       | 2.2 (36.0)                       | 1.8 (35.2)                       | 3.9 (39.0)                       | 6.2 (43.2)                       | 7.2 (45.0)                       | 9.6 (49.3)                       | 5.9 (42.6)                       |
| Tối thiểu trung bình ngày °C (°F)       | 5.2 (41.4)                       | 6.0 (42.8)                       | 4.6 (40.3)                       | 2.9 (37.2)                       | 1.0 (33.8)                       | −0.5 (31.1)                      | 0.0 (32.0)                       | −0.3 (31.5)                      | 1.0 (33.8)                       | 2.9 (37.2)                       | 4.1 (39.4)                       | 5.0 (41.0)                       | 2.7 (36.9)                       |
| Lượng Giáng thủy trung bình mm (inches) | 51.9 (2.04)                      | 44.1 (1.74)                      | 40.8 (1.61)                      | 38.3 (1.51)                      | 44.3 (1.74)                      | 26.6 (1.05)                      | 34.8 (1.37)                      | 42.8 (1.69)                      | 26.2 (1.03)                      | 25.7 (1.01)                      | 33.6 (1.32)                      | 38.7 (1.52)                      | 450.8 (17.75)                    |
| Độ ẩm tương đối trung bình (%)          | 79                               | 85                               | 81                               | 81                               | 83                               | 84                               | 87                               | 91                               | 86                               | 84                               | 83                               | 84                               | 84                               |
| Nguồn: Bioclimatografia de Chile        |                                  |                                  |                                  |                                  |                                  |                                  |                                  |                                  |                                  |                                  |                                  |                                  |                                  |

## Thực vật
Ở cực bắc của đảo, thảm thực vật được đặc trưng bởi rừng Magellan lá rụng với các loài đặc trưng là dẻ gai Lenga (Nothofagus pumilio), với dẻ gai Ñirre (Nothofagus antarctica) tại các vùng khô hạn nhất, coihue Magallan (Nothofagus betuloides) tại các khu vực ẩm ướt nhất và một số cây bụi và đồng hoang Magellan tại các khu vực thoát nước kém.
Ngay phía nam là rừng Magellan thường xanh, có thể liên quan đến lượng mưa tăng lên, độ cao lớn hơn và sự cải thiện trong hệ thống thoát nước. Loài đặc trưng là Nothofagus betuloides (coihue Magallan), tạo thành các quần thể thuần nhất ở các khu vực có độ cao lớn hơn hoặc bờ biển tiếp xúc với gió.
Phần phía nam của đảo, xung quanh hồ Navarino và Windhond, và các vùng lãnh thổ của bờ biển phía nam, có thảm thực vật đồng hoang Magellan. Chúng bao gồm một loạt các quần thể thực vật, lãnh nguyên Esfagnosa (Sphagnum magellanicum) và lãnh nguyên Pulvinada (Donatia fascicularis - Astelia pumila).
Ở độ cao lớn hơn, địa hình là hoang mạc Andes, những nơi này thiếu cây cối hoặc cây bụi cao và có ít hơn 30% diện tích được bao phủ bởi thảm thực vật.

## Động vật
Giống như phần lớn quần đảo Tierra del Fuego xung quanh, đảo Navarino bị ảnh hưởng nghiêm trọng bởi hải ly xâm lấn. Hải ly Canada được chính phủ Argentina đem đến Tierra del Fuego vào những năm 1940 trong nỗ lực khởi động hoạt động buôn bán lông thú trong khu vực. Do không có kẻ săn mồi tự nhiên, hải ly nhanh chóng lan sang các đảo lân cận.
Vì cây cối ở Tierra del Fuego và đảo Navarino không có bất kỳ hệ thống phòng thủ tự nhiên nào nên chúng không thể phục hồi sau khi bị hải ly đốn hạ.
Các nhà nghiên cứu từ Đại học North Texas khi nghiên cứu đảo Navarino đã phát hiện ra rằng dòng nước chảy chậm phía sau đập hải ly đã thu hút thêm hai loài xâm lấn trên đảo là chuột xạ hương và chồn nâu. Trong khi chồn nâu săn bắt chuột xạ hương, thì chúng cũng ăn ngỗng và vịt bản địa, dẫn đến cái gọi là "quá trình tan chảy xâm lấn".

## Văn hóa

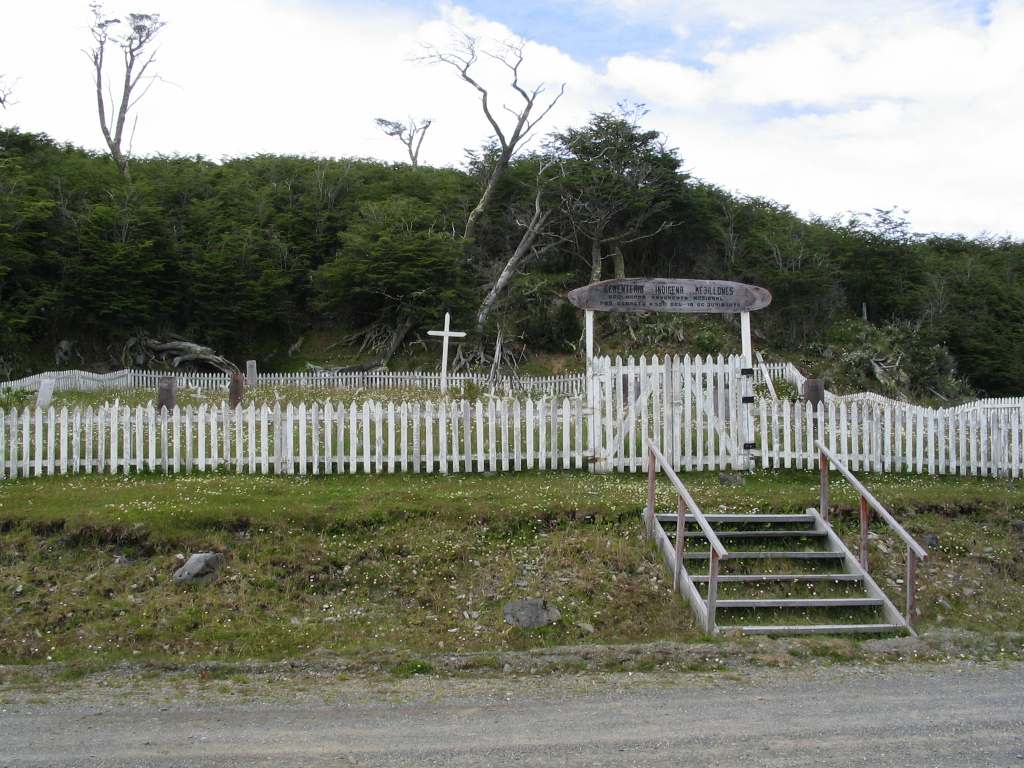
Nghĩa trang người Yahgan tại Mejillones

Các di tích lịch sử văn hóa là Bahia Wulaia và đoàn truyền giáo Anh tại Douglas Creek. Ngôi nhà Stirling lớn, một công trình xây dựng bằng sắt lắp ghép được các nhà truyền giáo Anh giáo mang đến từ Anh vào năm 1869, từng nằm ở Ushuaia. Nó được chuyển đến Baia Tekenika, và sau đó được lắp đặt để sử dụng cho đoàn truyền giáo tại Douglas Creek. Tại nghĩa trang Yahgan ở Baia Mejillones, những ngôi mộ có niên đại từ nửa đầu thế kỷ 20 thể hiện các yếu tố của chủ nghĩa hỗn hợp tôn giáo.
Villa Ukika là một khu của Puerto Williams, nơi một số người Yamana cuối cùng sinh sống. Các khu định cư khác là các làng Puerto Navarino - một cảng đánh bắt cua hoàng đế - và Puerto Toro, nơi được cho là "khu định cư" ở cực nam của thế giới.
Khu vực đảo Navarino và các đảo xung quanh được UNESCO công nhận là khu dự trữ sinh quyển vào tháng 6 năm 2005, được gọi là Khu dự trữ sinh quyển Cabo de Hornos.

## Tiếp cận
Có thể đến Puerto Williams bằng đường hàng không từ Punta Arenas, đi hãng DAP qua sân bay Guardiamarina Zañartu, hàng ngày trừ Chủ nhật. Ngoài ra còn có một chuyến phà hàng tuần, băng qua eo biển Magellan và các eo biển Brecknock, Cockburn và Beagle. Chuyến đi thuyền mất từ 30 đến 36 giờ. Kể từ tháng 1 năm 2011, cũng có một kết nối thương mại bằng thuyền máy giữa Ushuaia và đảo Navarino.

## Thị trấn và làng
- Río Guanaco
- Puerto Bevan
- Puerto Williams
- Puerto Navarino
- Caleta Eugenia
- Puerto Toro
- Villa Ukika